# 1968 في إسرائيل
فيما يلي قوائم الأحداث التي وقعت خلال عام 1968 في إسرائيل.

## سياسة

### تعيين في المنصب
- 23 يناير – أبا إيبان عضو الكنيست [الإنجليزية]‏.
- 23 يناير – إيغال آلون عضو الكنيست [الإنجليزية]‏،نائب رئيس الوزراء ‏.
- 23 يناير – بنحاس سابير عضو الكنيست [الإنجليزية]‏،وزير بدون حقيبة وزارية.
- 23 يناير – جولدا مائير عضو الكنيست [الإنجليزية]‏.
- 23 يناير – حاييم يوسف صادوق عضو الكنيست [الإنجليزية]‏.
- 23 يناير – دافيد بن غوريون عضو الكنيست [الإنجليزية]‏.
- 23 يناير – شولاميت ألوني عضو الكنيست [الإنجليزية]‏.
- 23 يناير – ليفي أشكول عضو الكنيست [الإنجليزية]‏.

### انتهاء فترة المنصب
- 1 يناير – إسحاق رابين رئيس الأركان العامة (إسرائيل).
- 23 يناير – أبا إيبان عضو الكنيست [الإنجليزية]‏.
- 23 يناير – إيغال آلون عضو الكنيست [الإنجليزية]‏.
- 23 يناير – بنحاس سابير عضو الكنيست [الإنجليزية]‏.
- 23 يناير – جولدا مائير عضو الكنيست [الإنجليزية]‏.
- 23 يناير – حاييم يوسف صادوق عضو الكنيست [الإنجليزية]‏.
- 23 يناير – دافيد بن غوريون عضو الكنيست [الإنجليزية]‏.
- 23 يناير – شولاميت ألوني عضو الكنيست [الإنجليزية]‏.
- 23 يناير – ليفي أشكول عضو الكنيست [الإنجليزية]‏.
- 23 ديسمبر – بنحاس روزن عضو الكنيست [الإنجليزية]‏.

## مواليد

### فبراير
- 9 فبراير – هشام زريق مخرج أفلام فلسطيني.

### يوليو
- 11 يوليو – أمل مرقص مغنية إسرائيلية.

### نوفمبر
- 10 نوفمبر – إشتار مغنية إسرائيلية.

### ديسمبر
- 6 ديسمبر – يوآف كيش سياسي إسرائيلي.
- 28 ديسمبر – ليئور اشكنازي ممثل إسرائيلي.

## وفيات

### ديسمبر
- 20 ديسمبر – زفي عوفر (مواليد 1932)